# Генгле (язык)
Генгле (также мому, вегеле, ягеле; англ. gengle, momu, wegele, yagele) — адамава-убангийский язык, распространённый в восточных районах Нигерии, язык народа генгле. Входит в состав ветви леко-нимбари подсемьи адамава. Возможно, образует вместе с идиомом кугама один язык кугама-генгле (генгле-кугама).
Численность носителей — около 4000 человек. Язык бесписьменный.

## Классификация
Согласно классификациям, представленным в справочнике языков мира Ethnologue и в «Большой российской энциклопедии», язык генгле вместе с языками кумба, мумуйе, пангсенг, ранг, теме и вака входит в состав подгруппы мумуйе группы мумуйе-янданг ветви леко-нимбари подсемьи адамава адамава-убангийской семьи.
В классификации Р. Бленча, опубликованной в издании The Adamawa Languages, язык генгле вместе с языками йенданг, йотти, вака, бали, кпасам, теме, кумба и кугама образуют группу янданг (в терминологии Р. Бленча — йенданг), которая включена в состав языковой ветви мумуйе-йенданг подсемьи адамава адамава-убангийской семьи. В классификации, которую Р. Бленч предложил в издании An Atlas of Nigerian Languages, лингвоним «генгле» представлен как один из двух вариантов названия языка кугама-генгле (и как название одного из двух диалектов этого языка). В данной классификации кугама-генгле вместе с языком кумба образуют в составе группы йенданг отдельную подгруппу.
В классификации А. В. Ляхович и А. Ю. Желтова, опубликованной в базе данных по языкам мира Glottolog, лингвоним «генгле» также рассматривается как один из вариантов названия общего для идиомов генгле и кугама языка, именуемого «генгле-кугама». Он не включается ни в подгруппу мумуйе, ни в подгруппу янданг. Как самостоятельная ветвь язык генгле-кугама вместе с указанными подгруппами и с языком кумба образуют группу мумуйе-янданг, которая последовательно включается в следующие языковые объединения: центрально-адамавские языки, камерунско-убангийские языки и северные вольта-конголезские языки. Последние вместе с языками бенуэ-конго, кру, ква вольта-конго и другими образуют объединение вольта-конголезских языков.
По общепринятой ранее классификации Дж. Гринберга 1955 года, язык генгле включается одну из 14 подгрупп группы адамава адамава-убангийской семьи вместе с языками кумба, мумуйе, теме, уака, йенданг и зинна.

## Лингвогеография

### Ареал и численность
Область распространения языка генгле размещена на востоке Нигерии в западной части территории штата Адамава — в районах Майо-Белва и Фуфоре.
К северу и к югу от ареала языка генгле расположена областью распространения диалекта адамава северноатлантического языка фула. С востока и запада к ареалу языка генгле примыкают ареалы близкородственных адамава-убангийских языков: с востока — ареал языка кугама, с запада — ареал языка вака, с юго-запада — ареал языка йенданг. На северо-западе с областью распространения генгле граничит ареал дакоидного языка гаа.
Согласно данным, опубликованным в справочнике Ethnologue, численность говорящих на языке генгле составляет около 4000 человек. По оценкам сайта организации Joshua Project численность носителей генгле составляет 6100 человек (2017).

### Социолингвистические сведения
По степени сохранности язык генгле, согласно данным сайта Ethnologue, относится к так называемым стабильным, или устойчивым, языкам, поскольку этот язык используется в устном общении представителями этнической общности генгле всех поколений, включая младшее. Языком генгле владеют также носители адамава-убангийских языков кугама и теме. Как второй язык среди представителей этнической общности генгле распространён язык хауса. Стандартной формы у языка генгле нет. Представители народа генгле в основном придерживаются традиционных верований (86 %), небольшие группы этого народа являются мусульманами (10 %) и христианами (4 %).